# Tjänstledighet
Tjänstledighet är ett avbrott i anställning, som beviljas eller nekas av arbetsgivaren efter ansökan från arbetstagaren. Efter tjänstledigheten har arbetstagaren rätt att återgå till samma eller likvärdiga arbetsuppgifter och anställningsvillkor.

## Villkor för tjänstledighet
Villkoren för tjänstledighet kan vara reglerade i lag eller kollektivavtal. Vanliga regler är att ansökan om tjänstledighet ska ske minst tre månader före ledighetens början.

## Typer av tjänstledighet
- Annat arbete, Näringsverksamhet (regleras i lag)
  - Hel ledighet för att bedriva näringsverksamhet i upp till 6 månader.
  - Hel ledighet för statsanställda att pröva annat arbete inom staten i upp till 6 månader.
  - Ingen lagstadgad rätt att få tjänstledighet finns för att inneha anställning hos en annan arbetsgivare.

- Föräldraskap (regleras i lag och avtal)
  - Förkortad arbetstid under barnets åtta första levnadsår.
  - Föräldraledighet under 18 månader från barnets födelse och under hela den tid då föräldrapenning betalas ut. Om föräldrapenning ej tas ut under de 18 första månaderna kan föräldraledigheten således uppgå till högst 18 månader + 450 dagar.
  - Mammaledighet för kvinnor före och efter barnfödsel. Totalt 14 veckor.

- Kompensationsledighet utan avdrag på lön ("kompledigt") (regleras i kollektivavtal)
  - Kompensationsledighet som ersättning för övertid
  - Kompensationsledighet som följd av avtal om arbetstidsförkortning

- Studier (regleras i lag och avtal)
  - Studier i organiserad form, oavsett relevans för anställningen. Arbetstagaren har rätt till behövlig ledighet. Arbetsgivaren kan skjuta upp tidpunkten för ledigheten, dock krävs godkännande av den lokala fackföreningen om arbetsgivaren önskar senarelägga ledigheten mer än sex månader.
  - Svenskundervisning för invandrare

- Tjänstgöring inom totalförsvaret (regleras i lag)
  - Värnplikt, civilplikt
  - Militärtjänst vid FN-förband

- Enskild angelägenhet (regleras i lag och avtal)
  - Fullgörande av politiskt uppdrag
  - Trängande familjeskäl, exempelvis vid sjukdom eller olycksfall.
  - Vård av närstående

## Anställningens upphörande efter tjänstledighet
Ansökan om tjänstledighet kan inte utgöra grund för uppsägning eller avsked, men om arbetsgivaren följer turordningsreglerna är det möjligt att bli uppsagd under pågående tjänstledighet på grund av arbetsbrist.